# جاي سكوت تورنر
جاي سكوت تورنر (بالإنجليزية: J. Scott Turner)‏ هو عالم وظائف الأعضاء أمريكي، ولد في 11 أغسطس 1951.